# Qualifikation (Internationales Privatrecht)
Qualifikation ist die Subsumtion der Rechtsfrage eines Sachverhaltes mit Auslandsberührung unter eine für den Sachverhalt maßgebliche Kollisionsnorm des Internationalen Privatrechts (kurz: IPR). Mit anderen Worten: Qualifikation nach dem IPR ist also ein rechtstechnischer Vorgang, um die richtige Kollisionsnorm für einen Fall mit Auslandsberührung, also diejenige Norm zu finden, die das anwendbare materielle Recht für diesen Fall bestimmt. Erst die Qualifikation führt zur Anknüpfung, die wiederum zu dem anwendbaren materiellen Recht führt, den Sachnormen der sog. lex causae.
Dazu wird die dem Lebenssachverhalt entspringende Rechtsfrage unter einen in einer Kollisionsnorm vorkommenden, rechtlichen Systembegriff, sog. Anknüpfungsgegenstand zugeordnet. Solche Anknüpfungsgegenstände sind beispielsweise die Rechtsnachfolge von Todes wegen in Art. 25 EGBGB, der Name einer Person im Internationalen Namensrecht (§ 10 I EGBGB), die Scheidung in Art. 17 EGBGB, der eheliche und nacheheliche Unterhalt im Unterhaltsrecht des Art. 18 EGBGB, die güterrechtlichen Wirkungen der Ehe in Art. 15 EGBGB oder die dingliche Rechtslage von Sachen im Internationalen Sachenrecht (Art. 43 I EGBGB).
Im Tatbestand einer Kollisionsnorm ist sodann mit dem Anknüpfungsgegenstand – in der Regel ein typisches Merkmal des zu beurteilenden Lebenssachverhaltes – verbunden, welches die eigentliche Zuweisung der Rechtsfrage des zu entscheidenden Sachverhaltes auf eine bestimmte Rechtsordnung bewirkt. Dieses typische Merkmal wird als Anknüpfungspunkt oder auch Anknüpfungsmoment bezeichnet und deutet meist auf die engste Verbindung von Sachverhalten eines Rechtsgebietes zu einer Rechtsordnung hin. Anknüpfungspunkte sind z. B. die Staatsangehörigkeit des Erblassers in Art. 25 EGBGB, die Staatsangehörigkeit einer Person im Namensrecht (Art. 10 EGBGB), der gewöhnliche Aufenthalt des Unterhaltsberechtigten in Art. 18 EGBGB oder der Lageort einer Sache im Internationalen Sachenrecht (vgl. die sog. lex rei sitae des Art. 43 I EGBGB).
Die Qualifikation einer Rechtsfrage, d. h. die Subsumtion unter den richtigen Anknüpfungsgegenstand einer Kollisionsnorm (Auslegung der Tatbestandsmerkmale einer Norm) kann man anhand verschiedener Maßstäbe vornehmen:
- In der Regel wird die Qualifikation im Internationalen Privatrecht, d. h. die Subsumtion einer Rechtsfrage unter einen Anknüpfungsgegenstand in einer Kollisionsnorm, autonom durchgeführt. Das heißt, dass die Rechtsfrage nach Sinn und Zweck der eigenen Kollisionsnorm (autonom vom Sachrecht) qualifiziert wird. Diese Art der Qualifikation wird häufig (fälschlicherweise) als lex-fori-Qualifikation bezeichnet, da sie die Wertung der eigenen Kollisionsnorm übernimmt. Die autonome Qualifikation entspricht dem in Deutschland herrschenden Rechtsverständnis und dem der meisten anderen Länder.
- Die „echte“ lex-fori-Qualifikation qualifiziert die Rechtsfrage nach der Wertung des eigenen Sachrechts. Der Vorteil dieser Qualifikationsmethode liegt in der Förderung des internen Entscheidungseinklangs, weil vergleichbare Sachverhalte im Inland immer gleich qualifiziert werden können. Allerdings drängt man internationalen Sachverhalten die Wertung des eigenen Sachrechts auf. Diese Ansicht wird heute kaum noch vertreten.
- Weitere Möglichkeiten der Qualifikation sind die Qualifikation nach der lex causae, die rechtsvergleichende Qualifikation und die funktionale Qualifikation.

Es spricht gegen die Qualifikation nach der lex causae, dass nicht nach einem Statut qualifiziert werden kann, zu dem man durch die Qualifikation erst gelangen will (Zirkelschluss). Bei der Qualifikation nach der lex causae müsste deswegen zunächst nach den inländischen Kollisionsnormen ein hypothetisches Wirkungsstatut ermittelt werden, das sodann über die Richtigkeit der bereits vorgenommenen Qualifikation zu entscheiden hätte.
Die rechtsvergleichende Qualifikation nach Rabel wird überwiegend aus Praktikabilitätsgründen abgelehnt. Hiernach geschieht die Einordnung der Rechtsinstitute in die Anknüpfungsgegenstände der Kollisionsnormen nach rechtspolitischen Zwecken.
Ein Problem, das sich bei der autonomen Qualifikation stellt, sind unbekannte Rechtsfiguren des ausländischen Rechts, die im Inland auftauchen. Hier wird häufig die autonome Qualifikation durch die funktionale Qualifikation ergänzt und kombiniert: Auf Grundlage der Vorstellungen über die Funktion des zu qualifizierenden Rechtsinstituts, in dem die Rechtsfrage aufgeht, erfolgt eine an der Funktion und dem Zweck einer ausländischen Rechtserscheinung orientierte Qualifikation. Hier wird also nach ausländischen Vorstellungen zu einer ausländischen Rechtsfigur die Funktion ermittelt (lex-causae-Maßstab) und diese Rechtsfigur dann anhand der so ermittelten Funktion mit Einrichtungen der deutschen Rechtsordnung verglichen. Die Einordnung der ausländischen Rechtsfigur erfolgt sodann anhand der Funktion in einen Anknüpfungsgegenstand einer passenden deutschen Kollisionsnorm.
Die inländische Bedeutung einiger wichtiger Anknüpfungsgegenstände (Systembegriffe) lautet (nach Maßstab der autonomen Qualifikation bzgl. der Funktion):
- Funktion des Ehegüterrechts, Art. 15 EGBGB: Zuweisung des gegenwärtigen und zukünftigen Vermögens des Mannes und der Frau während der Ehe und der Zeit ihrer Abwicklung.
- Funktion des Versorgungsausgleichs, Art. 17 III EGBGB: soziale Absicherung für das Alter durch Anhäufen von Renten- und Pensionsanwartschaften.
- Ehelicher und nachehelicher Unterhalt, Art. 18 EGBGB: Bedürftigkeit während der Ehe und soziale Absicherung nach geschiedener Ehe aufgrund des Gedankens der fortwirkenden nachehelichen Solidarität.

Die funktionale Qualifikation wird auch als Hilfe zur Ermittlung des richtigen Systembegriffs bei mehreren konkurrierenden Anknüpfungsgegenständen verschiedener Kollisionsnormen, d. h. wenn ein Rechtsinstitut beispielsweise sowohl dem Ehe-, Erb- als auch dem Unterhaltsrecht zugeordnet werden könnte, ergänzend eingesetzt. Auch hier ist aber wiederum ein unterschiedlicher Ansatz innerhalb dieser Qualifikationsart möglich: Die Vorstellung, welche Funktion bei verschiedenen möglichen aus- und inländischen Funktionen ein und desselben Rechtsinstituts den Maßstab für die Einordnung bilden soll, kann sowohl nach der autonomen Qualifikation, also dem Zweck der inländischen Kollisionsnorm (Kegel), der lex fori, also nach dem Zweck des inländischen Sachrechts, der lex causae, also dem Zweck des berufenen Sachrechts (Neuhaus, Lewald) aber auch kombinierend (v. Hoffmann) erfolgen.